# Apache Junction
Apache Junction és una població dels Estats Units a l'estat d'Arizona. Segons el cens del 2008 tenia 32.776 habitants.

## Demografia
Segons el cens del 2000, Apache Junction tenia 31.814 habitants, 13.775 habitatges, i 9.008 famílies La densitat de població era de 358,9 habitants/km².
Dels 13.775 habitatges en un 22% hi vivien nens de menys de 18 anys, en un 52,9% hi vivien parelles casades, en un 8,5% dones solteres, i en un 34,6% no eren unitats familiars. En el 27,2% dels habitatges hi vivien persones soles el 13% de les quals corresponia a persones de 65 anys o més que vivien soles. El nombre mitjà de persones vivint en cada habitatge era de 2,29 i el nombre mitjà de persones que vivien en cada família era de 2,75.
Per edats la població es repartia de la següent manera: un 20,5% tenia menys de 18 anys, un 6,9% entre 18 i 24, un 23,6% entre 25 i 44, un 23,6% de 45 a 60 i un 25,3% 65 anys o més.
L'edat mediana era de 44 anys. Per cada 100 dones de 18 o més anys hi havia 93,2 homes.
La renda mediana per habitatge era de 33.170 $ i la renda mediana per família de 37.726 $. Els homes tenien una renda mediana de 31.283 $ mentre que les dones 22.836 $. La renda per capita de la població era de 16.806 $. Aproximadament el 7,3% de les famílies i l'11,6% de la població estaven per davall del llindar de pobresa.

## Poblacions més properes
El següent diagrama mostra les poblacions més properes.